# Coffea horsfieldiana
Coffea horsfieldiana är en måreväxtart som beskrevs av Friedrich Anton Wilhelm Miquel. Coffea horsfieldiana ingår i släktet Coffea och familjen måreväxter. Inga underarter finns listade i Catalogue of Life.